# Мелроуз, Дэвид
Дэ́вид Ме́лроуз (англ. David Melrose; род. 2 марта 1966, Хаддингтон, Восточный Лотиан) — шотландский и британский кёрлингист на колясках.
В составе сборной Великобритании участник зимних Паралимпийских игр 2022 года. В составе сборной Шотландии участник нескольких чемпионатов мира (серебряные призёры в 2019). В составе смешанной парной сборной Шотландии по кёрлингу на колясках участник чемпионата мира.
В «командном» кёрлинге на колясках (команда из четырёх человек) играет в основном на позиции второго.

## Достижения
- Чемпионат мира по кёрлингу на колясках: серебро (2019).

## Команды
| Сезон                                   | Четвёртый         | Третий        | Второй           | Первый               | Запасной                             | Турниры              |
| --------------------------------------- | ----------------- | ------------- | ---------------- | -------------------- | ------------------------------------ | -------------------- |
| 2016—17                                 | Stewart Pimblett  | Gary Logan    | Дэвид Мелроуз    | Christine Warwick    |                                      | ЧШК 2017 (7 место)   |
| 2018—19                                 | Эйлин Нельсон     | Хью Нибли     | Роберт Макферсон | Дэвид Мелроуз        | Gary Logan тренер: Шейла Суон        | ЧМК 2019             |
| 2020—21                                 | Хью Нибли         | Грегор Юэн    | Дэвид Мелроуз    | Меган Доусон-Фаррелл | Шарлотта Маккенна тренер: Шейла Суон | ЧМК 2021 (6 место)   |
| 2021—22                                 | Грегор Юэн        | Хью Нибли     | Дэвид Мелроуз    | Меган Доусон-Фаррелл | Гэри Смит тренер: Шейла Суон         | ЗПИ 2022 (8 место)   |
| Кёрлинг на колясках среди смешанных пар |                   |               |                  |                      |                                      |                      |
| 2022—23                                 | Шарлотта Маккенна | Дэвид Мелроуз |                  |                      | тренеры: Робин Брайдон, Kenny More   | ЧМКСП 2023 (8 место) |

(скипы выделены полужирным шрифтом)